# Veliki Kavkaz
Veliki Kavkaz (rus. Большой Кавказ, azerski: Böyük Qafqaz Dağları, lat.: Caucasus Maior) je najveći gorski lanac u Kavkazu.
Rasprostire se u duljini od 1200 km u pravcu zapad-sjeverozapad do istok-jugoistok, između Tamanskog poluotoka na Crnom moru do poluotoka Abserona na Kaspijskom jezeru, od Kavkaskog parka prirode (Кавказский государственный биосферный заповедник) u blizini Sočija na sjeveroistočnoj obali Crnog mora i skoro dosežući Baku na Kaspijskom jezeru.
Po smjeru istok-zapad ga se dijeli na tri dijela:
- Zapadni Kavkaz, od Crnog mora do Elbrusa
- Središnji Kavkaz, od Elbrusa do Kazbeka
- Istočni Kavkaz, od Kazbeka do Kaspijskog jezera

Državna međa Ruske Federacije s Gruzijom i Azerbajdžanom ide većim dijelom njegovim hrbatom.

## Vrhovi
- Elbrus, s 5642 m, najviši vrh u Europi
- Gistola (4859 m, 43°03′N 42°59′E / 43.05°N 42.99°E)
- Šhara (5201 m, 43°01′N 43°10′E / 43.01°N 43.17°E)
- Kazbek (5047 m, 42°45′N 44°33′E / 42.75°N 44.55°E)
- Tebulosmta (4493 m, 42°38′N 45°19′E / 42.64°N 45.32°E)
- Diklosmta (4285 m, 42°33′N 45°48′E / 42.55°N 45.80°E)
- Bazardjuzju (4466 m, 41°16′N 47°47′E / 41.27°N 47.79°E)
- Babadag (3629 m, 41°03′N 48°17′E / 41.05°N 48.29°E)

## Gorski prijevoji
- Maruhis Ugheltehili (43°23′N 41°22′E / 43.38°N 41.37°E)
- Pereval Kluhorski (2786 m, 43°16′N 41°48′E / 43.26°N 41.80°E)
- Mamison (2820 m, 42°43′N 43°48′E / 42.72°N 43.80°E)
- Ivris Ugheltehili (2379 m, 42°34′N 44°27′E / 42.56°N 44.45°E)
- Dübrar (2209 m, 40°58′N 48°38′E / 40.96°N 48.63°E)